# 四月の永い夢
『四月の永い夢』（しがつのながいゆめ）は、2018年5月12日に劇場公開された日本映画である。
2017年、世界四大映画祭と言われる第39回モスクワ国際映画祭のメインコンペティション部門に正式出品され、国際映画批評家連盟賞を受賞、ロシア映画批評家連盟特別表彰を授与される。また、第19回台北映画祭のアジアプリズム部門に正式出品された。

## あらすじ
3年前に恋人と死別したまま前に進めなかった女性が、新しい人間関係や死んだ恋人の両親などとの交流によって徐々に世界を受け入れていく。

## 製作
主人公のターニングポイントになる台詞は元ネタがあり、押井守監督が人生観について話していた言葉と、アレハンドロ・ゴンサレス・イニャリトゥ監督が語った言葉を混ぜ合わせてつくった。

## キャスト
- 滝本初海：朝倉あき
- 志熊藤太郎：三浦貴大
- 村松楓：川崎ゆり子
- 風間沓子：高橋惠子
- 風間幸男：志賀廣太郎
- 戸田忍：高橋由美子
- 坂口朋子：青柳文子

## スタッフ
- 監督・脚本 - 中川龍太郎
- 製作総指揮 - 石川俊一郎、木ノ内輝
- チーフプロデューサー - 和田丈嗣
- プロデューサー - 藤村駿
- アシスタントプロデューサー - 新井悠真
- 製作協力 - 小野光輔
- 共同脚本 - 吉野竜平
- プロダクションチーフ - 佐藤宏
- 制作進行 - 永井浩
- メイク・衣装 - タカダヒカル
- 助監督 - 佐近圭太郎、角屋拓海、堀田彩未
- 撮影  - 平野礼
- 照明 - 稲葉俊充
- 録音・MA - 伊豆田廉明
- 装飾 - 速水萌巳
- 編集 - 丹羽真結子
- 音楽 - 加藤久貴
- 協賛 - 株式会社かまわぬ
- 製作 - WIT STUDIO
- 制作 - Tokyo New Cinema